# Micah Boyd
Micah Boyd, ameriški veslač, * 6. april 1982, Saint Paul, Minnesota.
Micah Boyd je član Pennsylvania Athletic Cluba, za Združene države Amerike pa je v osmercu nastopil na Poletnih olimpijskih igrah 2008 v Pekingu. Ameriški čoln je tam osvojil bronasto medaljo.
Pred tem je v dvojcu s krmarjem nastopil na Svetovnem prvenstvu v veslanju 2005, kjer je prav tako osvojil bron. 